# 勺哈乡
勺哈乡，是中华人民共和国湖南省湘西土家族苗族自治州永顺县下辖的一个乡镇级行政单位。

## 行政区划
勺哈乡下辖以下地区：
勺哈村、甫口村、兴农村、哈家村、凤栖村、洞坎村、马鞍山村、莲蓬村、基湖村和那住村。